# V394 Aurigae
V394 Aurigae (V394 Aur / HD 41429 / HR 2146) es una estrella variable situada al sur de la constelación de Auriga.
De magnitud aparente media +6,08, se encuentra aproximadamente a 727 años luz de distancia del sistema solar.
V394 Aurigae es una gigante roja luminosa de tipo espectral M3II.
Semejante a π Aurigae —en esta misma constelación—, su temperatura superficial es de 3365 K y es 873 veces más luminosa que el Sol.
Sin embargo, no es una estrella masiva; se estima que su masa actual es aproximadamente un 7% inferior a la masa solar.
La variabilidad de esta gigante roja fue descubierta en 1991 por L.F. Snyder.
Catalogada como variable semirregular de tipo SRC, su brillo varía 0,1 magnitudes a lo largo de un período de 32,896 días.
V394 Aurigae forma una estrella doble junto a HD 41429B, estrella de la secuencia principal de tipo F7V y magnitud +10,3.
Visualmente ambas estrellas están separadas 10 segundos de arco, separación que no ha variado desde que Otto Wilhelm von Struve descubrió su duplicidad en 1848.
Ambas estrellas parecen estar físicamente ligadas, siendo la distancia real entre ellas superior a 2300 UA.